# Unité aérienne de la sûreté nationale

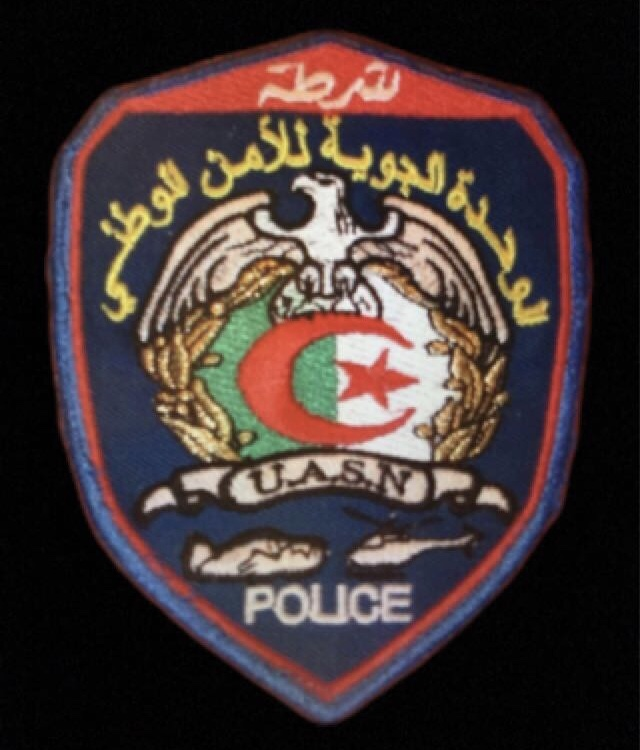
Insigne de l'UASN

L'Unité aérienne de la sûreté nationale (UASN) est une unité aérienne appartenant à la police algérienne.

## Historique
L'Unité aérienne de la sûreté nationale a été créée par le décret exécutif n° 03-151 du 2 avril 2003 afin de rendre l’intervention des forces de police rapide et efficace, dans le cadre du plan de modernisation des moyens utilisés par la police algérienne. Le quartier général de l'UASN ainsi que de la direction des unités aériennes de la sûreté nationale (DUASN) est basé à l'aéroport d'Alger à Dar El Beïda.
Cependant la police algérienne était déjà équipé de 4 hélicoptères, de pilotes de techniciens etc depuis 1995.

## Organisation
L'UASN est sous le commandement de la direction des unités aériennes de la sûreté nationale (DUASN) qui commande chaque unité aérienne.
La direction des unités aériennes de la sûreté nationale comprend, un secrétariat, trois sous-directions, une unité centrale basé à Alger, une unité régionale Oran et une unité mobile,ainsi que quatre bureaux qui lui sont directement rattachés.
Le champ d’intervention de l'UASN s’étend sur tout le territoire national.
L'UASN est présente à Alger, Oran, Ghardaïa Constantine et Sétif.
La DUASN dispose d’un personnel spécialisé reparti en deux catégories, le personnel des opérations qui est composé de 56 pilotes et de 19 opérateurs caméra, ainsi que de 7 techniciens de navigation aérienne chargés de la mise en œuvre des hélicoptères.
Le personnel technique de maintenance aéronautique est composé de 108 techniciens spécialisés dans les hélicoptères de type Ecureuil  AS355N et de 59 pour les hélicoptères de type Agusta 109LUH en plus de 21 assistants de soutien technico-logistique.
Chaque détachement possède 2 hélicoptères.
L'UASN est composée :
- d'un centre des opérations
- d'un centre de commandement et de contrôle
- d'une unité mobile terrestre
- d'une unité d'opérations
- d'une unité de maintenance
- d'un service technique
- d'une unité d'intervention et de secours (basé au  niveau des héliports)

## Missions
L'UASN a pour mission :
- la surveillance et de la régulation du trafic routier
- la couverture aérienne des manifestations et des événements
- les accompagnements et escortes
- la coordination avec les services concernés dans le cadre des poursuites des véhicules suspects
- les évacuations sanitaires
- le transfert d’éléments d’intervention sur les lieux des opérations
- le transport de groupes d’intervention, de matériel spécifiques etc
- la liaison

Elle travaille conjointement avec les autres unités de la police algérienne comme la BMPJ, le GOSP, la BRI, les UMO etc, ainsi que la gendarmerie et la protection civile.

## Formation
Les pilotes de l'UASN ont suivi une formation de base à l’école supérieur de l’air (ESAIR) de Tafraoui et une formation de spécialisation en aviation de police à Oxford Air Training School (UK) au Royaume-Uni.
Ils sont également formés en Italie chez AgustaWestland.
Les opérateurs de caméra embarquée ont été formés chez le constructeur Wescam Canada.
Les techniciens sont formés et qualifiés par les constructeurs Eurocopter, Turbomeca et AgustaWestland, à différentes échelles de la maintenance sur hélicoptère.
On retrouve donc des techniciens moteur-cellule des techniciens d'avioniques et des aides mécaniciens.

## Flotte
La flotte de l'UASN est composée de,, :
- 4 hélicoptères écureuil AS355N
- 10 hélicoptères AgustaWestland 109 LUH

Chaque hélicoptère possède un projecteur haute puissance ainsi que d’un système de télésurveillance héliporté, ainsi que d'un FLIR avec une caméra de vision nocturne, d'une caméra infrarouge ainsi que d'une caméra thermique,.
Les hélicoptères sont également dotés d’un système de lecture des plaques d’immatriculation pouvant reconnaître et identifier à distance les voitures recherchées, ainsi que de systèmes de télécommunications pouvant donner des informations en temps réel.
Les unités terrestres sont également dotés de moyens de télécommunication pouvant donc communiquer avec l'hélicoptère.

## Plan opérationnel
En 2019, l'UASN a effectué près de 2 177 heures de vol, soit 1 531 rotations, contre 1 617 heures en 2018 avec un total de rotations de 1 328.
À Alger il a été enregistré 1 719 heures de vol pour 1 203 rotations en 2019 contre 1 257 heures en 2018.
À Oran, le nombre d'heures de vol s'élève à 302 en 2019 contre 295 en 2018, le nombre de missions principales en 2019 s'élève à 950, soit 1 625 heures de vol contre 533 missions en 2018.
De nuit, les unités aériennes ont effectué près de 99 heures et demie en 2019 contre 85 heures en 2018.
Les hélicoptères de l'UASN sont donc l'un des moyens efficaces de l'amélioration de la circulation routière, de la surveillance, des infractions, et des manœuvres dangereuses pour les usagers de la route, de par l'augmentation annuelle des heures de vols.
Cette unité est passée de 325 heures de vol en 2010 à 2 177 heures de vol en 2019,.